# Палата собрания (Кирибати)
Палата собрания (кириб. Maneaba ni Maungatabu, дословно — «Манеаба Священной горы») — законодательный орган Кирибати. С 2016 года в его состав входят 45 членов, 44 из которых избираются на четырёхлетний срок в 23 одномандатных и многомандатных округах и 1 является невыбранным делегатом от банабанской общины на острове Раби на Фиджи. С 1979 года генеральный прокурор был невыборным членом этого законодательного органа вплоть до изменения конституции в 2016 году.
Созданная Конституцией от 12 июля 1979 года в Вестминстерской системе, штаб-квартира Палаты собрания с октября 2000 года находится в Амбо, Южная Тарава. С 1979 по 2000 год  она была в Байрики, где в 1974 году была создана Палата собрания на базе Законодательного совета британской колонии, созданного в 1970 году, и предыдущей Палаты представителей 1967 года на островах Гилберта и Эллис.

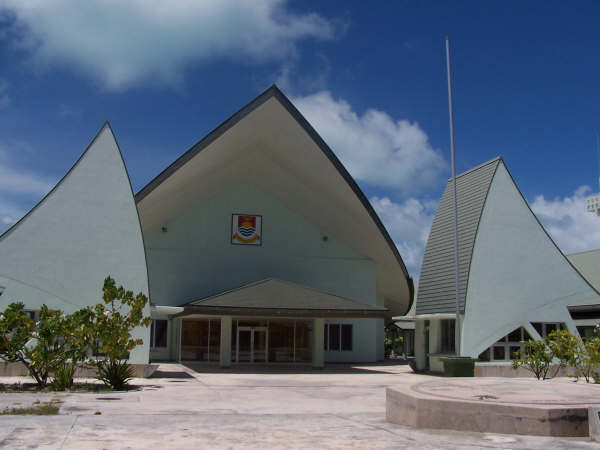
Палата собрания Кирибати

## История

### Острова Гилберта и Эллис
С деколонизацией, начавшейся с конференции по колонии в 1956 году, острова Гилберта и Эллис инициировали организацию первой формы парламентской системы, которая началась в 1963—1964 годах с Консультативного совета, включающего 5 выборных и 12 невыборных членов. Этот совет был заменен Палатой представителей в 1967 году с 23 членами, а затем Законодательным советом в 1970 году с меньшим количеством невыборных членов. Распоряжением совета 1970 года был создан Законодательный совет из 28 избранных членов, заменивший бывшую Палату представителей колонии. Этот Совет был избран только в 1971 году. Новая конституция вступила в силу 1 мая 1974 года, в результате чего была создана Палата собрания в составе 28 членов из состава предыдущего Законодательного совета колонии островов Гилберта и Эллис (1970). 8 членов с островов Эллис создали комитет Эллис и после референдума 1 января 1976 года покинули Палату собрания, чтобы стать членами парламента Тувалу в Фунафути.

### Колония островов Гилберта и независимое Кирибати
Первая особая Палата собрания островов Гилберта была создана 1 января 1976 года, сразу после отделения от островов Эллис, которая было принята 1 октября 1975 года, чтобы подготовить следующую независимость Кирибати и Конституцию от 12 июля 1979 года. Палата собрания просуществовала вплоть до обретения независимости с названием Манеаба ни Маунгатабу, с 35 избранными членами, одним назначенным членом (выбранным Советом лидеров Раби) и одним невыборным членом (генеральным прокурором). Общее количество избранных членов на выборах 2007 года увеличилось до 44, что составляет 46 членов однопалатного парламента. 
В 2016 году измененная конституция запретила членство по должности, создав новое министерство юстиции.

## Спикер
У парламента есть спикер, избираемый членами вне парламента в соответствии со статьей 71 Конституции Кирибати.
На первой парламентской сессии после всеобщих выборов главный судья председательствует в парламенте для выдвижения кандидатур на должность спикера. Голосование проводится тайно, и для избрания кандидат должен получить абсолютное большинство поданных голосов. Если выдвинуто более двух кандидатов, кандидат с наименьшим количеством голосов исключается после каждого тура голосования до тех пор, пока не победит один кандидат.
Спикер парламента не имеет права голоса по каким-либо вопросам. Если голосование приводит к равенству голосов, спикер должен объявить его отклоненным.
После роспуска законодательного собрания перед выборами спикер продолжает занимать свою должность. В первый день нового заседания спикер покидает свой пост. Парламент может также выразить вотум недоверия спикеру с целью отстранения его от должности.
Вместе с главным судьёй и председателем Комиссии по государственной службе спикер является членом Государственного совета, сформированного для продолжения выполнения правительственных обязанностей после вотума недоверия президенту или правительству.